# Старовойтов, Александр Сергеевич
Александр Сергеевич Старовойтов (род. 28 января 1972, Балашиха, Московская область, РСФСР, СССР) — общественно-политический деятель, депутат Государственной думы ФС РФ шестого и седьмого созывов от партии ЛДПР.

## Образование
В 1997 году окончил Академию ФСБ РФ факультет контрразведки (юрист со знанием японского языка).
В 2013 году — Российская академия народного хозяйства и государственной службы при Президенте РФ (Социология управления).

## Работа
- Сверловщик на заводе БЛМЗ (1986 г. вместо школьных каникул, на неполный трудовой день)
- Тренер групп начальной физической подготовки в ДЮСШ № 1 г. Балашихи (1989—1990)
- срочная служба в ВС СССР (1990—1992)
- Академия ФСБ РФ (Высшая школа КГБ) (1992—1997)
- Проходил службу в Подразделении по борьбе с незаконными вооруженными формированиями и бандитизмом УФСБ РФ по г. Москва и МО. (СБНВФиБ)
- С начала 2000-х годов работал на различных руководящих должностях в крупных коммерческих структурах (заместитель начальника службы безопасности, юрист, заместитель Генерального директора)
- С 2006 г избран руководителем Балашихинского отделения ЛДПР
- В 2007 г. был приглашен на работу в Центральный Аппарат ЛДПР
- С 2008 года по 2009 год возглавлял ЛДПР Московской области
- С июля 2009 года по личному указанию Владимира Жириновского откомандирован в Астрахань возглавить Астраханское региональное отделение ЛДПР
- 14 марта 2010 года избран депутатом Городской Думы муниципального образования «город Астрахань»
- В марте 2010 года избран заместителем председателя Астраханской городской думы
- 4 декабря 2011 года избран депутатом Государственной думы VI созыва от ЛДПР
- 18 сентября 2016 года избран депутатом Государственной думы VII созыва по федеральному списку от ЛДПР (№ 1 в региональной группе № 51, Белгородская область)
- 25 июня 2021 года, за несколько часов до съезда партии, сообщил в своём Инстаграмм об отказе в участии в очередной избирательной кампании, в ГД ФС РФ 8 созыва, в связи с переходом на другую работу
- 08.11.21 года назначен советником Генерального директора одной из компаний в государственном секторе
- 20.05.2022 — Главный советник Генерального директора

## Награды
- 2012 год — медаль МЧС РФ «Маршала Чуйкова» (ликвидация последствий в Крымске)
- 2014 год — медаль Министерства обороны РФ «За возвращение Крыма»
- 2016 год — Орден «Дружбы» самопровозглашенной Республики ДНР
- 2017 год — медаль «МПА СНГ. 25 лет» (27 марта 2017 года, Межпарламентская ассамблея СНГ) — за заслуги в деле развития и укрепления парламентаризма, за вклад в развитие и совершенствование правовых основ функционирования Содружества Независимых Государств, укрепление международных связей и межпарламентского сотрудничества[1]
- 2020 год — благодарность Председателя Правительства РФ
- 2016 и 2020 гг — благодарности Председателя ГД ФС РФ
- 2021 год — благодарность Президента РФ
- Множество ведомственных и общественных наград
- 2023 год — ветеран боевых действий

## Семья
Не женат, имеет детей.